# Lee Han-beom
Lee Han-beom (이한범?; Daegu, 17 giugno 2002) è un calciatore sudcoreano, difensore del Midtjylland.

## Caratteristiche tecniche
Gioca come difensore centrale.

## Carriera

### Club
Lee Han-beom ha iniziato la sua carriera calcistica nel 2021 con il Seoul. Ha debuttato il 14 aprile 2021 nell'incontro di Coppa di Corea del Sud perso 1-0 contro il Seoul E-Land ed ha segnato il suo primo gol il 10 luglio 2022, in K League 1 contro il Suwon.
Il 28 agosto 2023 ha firmato un quadriennale con il Midtjylland.

### Nazionale
Nel 2019 ha partecipato al campionato mondiale Under-17 e nel 2023 ha vinto i Giochi asiatici con la nazionale olimpica.
Il 10 giugno 2025 esordisce in nazionale maggiore nel successo per 4-0 contro il Kuwait.

## Statistiche
aggiornato al 2 marzo 2024
| Stagione        | Squadra         | Campionato      | Campionato | Campionato | Coppe nazionali | Coppe nazionali | Coppe nazionali | Coppe continentali | Coppe continentali | Coppe continentali | Altre coppe | Altre coppe | Altre coppe | Totale | Totale | Totale |
| Stagione        | Squadra         | Comp            | Pres       | Reti       | Comp            | Pres            | Reti            | Comp               | Pres               | Reti               | Comp        | Pres        | Reti        | Pres   | Reti   |        |
| --------------- | --------------- | --------------- | ---------- | ---------- | --------------- | --------------- | --------------- | ------------------ | ------------------ | ------------------ | ----------- | ----------- | ----------- | ------ | ------ | ------ |
| 2021            | Seoul           | KL1             | 10         | 0          | CC              | 1               | 0               |                    | -                  | -                  |             | -           | -           | 11     | 0      |        |
| 2022            | Seoul           | KL1             | 23         | 1          | CC              | 2               | 0               |                    | -                  | -                  |             | -           | -           | 25     | 1      |        |
| 2023            | Seoul           | KL1             | 18         | 0          | CC              | 0               | 0               |                    | -                  | -                  |             | -           | -           | 18     | 0      |        |
| 2023-2024       | Midtjylland     | SL              | 3          | 1          | CD              | 2               | 0               |                    | -                  | -                  |             | -           | -           | 9      | 0      |        |
| Totale carriera | Totale carriera | Totale carriera | 54         | 2          |                 | 3               | 0               |                    | -                  | -                  |             | -           | -           | 57     | 2      |        |

### Cronologia presenze e reti in nazionale
| Cronologia completa delle presenze e delle reti in nazionale ― Corea del Sud | Cronologia completa delle presenze e delle reti in nazionale ― Corea del Sud | Cronologia completa delle presenze e delle reti in nazionale ― Corea del Sud | Cronologia completa delle presenze e delle reti in nazionale ― Corea del Sud | Cronologia completa delle presenze e delle reti in nazionale ― Corea del Sud | Cronologia completa delle presenze e delle reti in nazionale ― Corea del Sud | Cronologia completa delle presenze e delle reti in nazionale ― Corea del Sud | Cronologia completa delle presenze e delle reti in nazionale ― Corea del Sud |
| Data                                                                         | Città                                                                        | In casa                                                                      | Risultato                                                                    | Ospiti                                                                       | Competizione                                                                 | Reti                                                                         | Note                                                                         |
| ---------------------------------------------------------------------------- | ---------------------------------------------------------------------------- | ---------------------------------------------------------------------------- | ---------------------------------------------------------------------------- | ---------------------------------------------------------------------------- | ---------------------------------------------------------------------------- | ---------------------------------------------------------------------------- | ---------------------------------------------------------------------------- |
| 10-6-2025                                                                    | Seul                                                                         | Corea del Sud                                                                | 4 – 0                                                                        | Kuwait                                                                       | Qual. Mondiali 2026                                                          | -                                                                            |                                                                              |
| Totale                                                                       |                                                                              | Presenze                                                                     | 1                                                                            |                                                                              | Reti                                                                         | 0                                                                            |                                                                              |

## Palmarès

### Club

#### Competizioni nazionali
- Campionato danese: 1

Midtjylland: 2023-2024

### Nazionale
- Giochi asiatici: 1

2022